# Martin Posselt
Martin Posselt (* 1959 in Karlsruhe) ist ein deutscher Fernsehjournalist und Historiker. Er arbeitet als Redaktionsleiter beim Bayerischen Rundfunk in München. Seit 2000 ist er Stiftungsratsvorsitzender der Stiftung Isergebirgs-Museum Neugablonz, seit 2012 Stellvertretender Vorsitzender des Adalbert-Stifter-Vereins München.

## Leben
Nach dem Abitur am Otto-Hahn-Gymnasium in Karlsruhe studierte Martin Posselt Geschichte, Kunstgeschichte, Philosophie sowie Politik- und Sozialwissenschaften in Graz und Genf. 1987 promovierte er an der Universität Graz mit einer Arbeit über „Richard Coudenhove-Kalergi und die Europäische Parlamentarier-Union. Die parlamentarische Bewegung für eine ‚Europäische Konstituante‘ (1947–1952)“. 1988–1994 war er als hauptamtlicher Kulturreferent der Sudetendeutschen Landsmannschaft tätig und knüpfte nach dem Fall des Eisernen Vorhangs grenzüberschreitende Kulturkontakte nach Tschechien. Seit 1995 ist er als Redakteur beim Bayerischen Rundfunk beschäftigt, zunächst in der Redaktion Kirche und Welt, dann als Wissenschaftsredakteur. Posselt begleitete und kommentierte als Papst-Experte der ARD die Pontifikate von Johannes Paul II. und Benedikt XVI. Im Auftrag des BR drehte er über 30 Dokumentationen und Reportagen zu kunst- und kulturgeschichtlichen, zeitgeschichtlichen und religiösen Themen. Seit 2018 leitet er die Programmredaktion des Bildungskanals ARD alpha.
Martin Posselt initiierte das im Jahr 2003 eröffnete Isergebirgs-Museum Neugablonz, in dem die Geschichte der Gablonzer Schmuckwarenindustrie von ihrer Entstehung im nordböhmischen Isergebirge bis zur Vertreibung der Deutschen 1945/46 und dem Neuanfang in Kaufbeuren-Neugablonz dokumentiert wird. Das Isergebirgs-Museum gilt als das größte Museum zur Integrationsgeschichte der Heimatvertriebenen nach 1945 in Deutschland.
Martin Posselt ist verheiratet und hat vier Kinder. Er ist ein Bruder des Politikers Bernd Posselt.

## Auszeichnungen
- Kaufbeuren-aktiv Medaille der Stadt Kaufbeuren
- Sudetendeutscher Kulturpreis für Publizistik 2010

## Publikationen

### Monographien
- Die Donauklöster. Mit Fotografien von Richard Ladkani. Augsburg: Pattloch 2002. ISBN 3-629-01636-7
- Der Fels. Johannes Paul II. München: Langen Müller 2003. ISBN 3-7844-2917-3

### Aufsätze
- Denkmalpflege als Versöhnungswerk zwischen Sudetendeutschen und Tschechen. In: Martin Posselt (Hrsg.): Denkmalpflege in den Sudetengebieten. Deutsch-Tschechischer Fachkongress der Sudetendeutschen Landsmannschaft 12. bis 14. Oktober 1990 Furth im Wald. München 1991: Sudetendeutsche Landsmannschaft, S. 8–18.
- LʼUnione Europea dei Federalisti e il congress di Montreux del 1947. In: Sergio Pistone (Hrsg.): I movimenti per lʼUnità europea dal 1945 al 1954. Atti del Convegno internazionale, Pavia, 19–20–21 ottobre 1989. Mailand 1992: Jaca, S. 301–310.
- The European Parliamentary Union. In: Andrea Bosco (Hrsg.): The Federal Idea. Vol. 2: The History of Federalism since 1945. London u. a. 1992: Lothian Foundation Press, S. 181–188.
- „Ich bin seit dem Zusammenbruch meines österreichisch-ungarischen Vaterlandes ein überzeugter europäischer Patriot.“ Richard-Coudenhove-Kalergi, Paneuropa und Österreich 1940–1950. In: Michael Gehler, Rolf Steininger (Hrsg.): Österreich und die europäische Integration 1945–1993. Aspekte einer wechselvollen Entwicklung, Wien, Köln: Böhlau 1993, S. 367–404.
- Die deutsch-französischen Beziehungen und der Briand-Plan im Spiegel der Zeitschrift Paneuropa 1927–30. In: Antoine Fleury, Lubor Jilek (Hrsg.): Le Plan Briand d’Union fédérale européenne. Perspectives nationales et transnationales, avec documents. Actes du colloque international tenu à Genève du 19 au 21 septembre 1991. Bern u. a. 1998: Lang, S. 31–51.
- Von Churchill zu de Gaulle. Richard Coudenhove-Kalergis politische Initiativen 1938–1958. In: Richard Coudenhove-Kalergi: Leben und Wirken. Hrsg. von der Europa-Gesellschaft Coudenhove-Kalergi. Wien, Graz 2010: Neuer Wissenschaftlicher Verlag S. 309–323.
- Petrus als Pilger. Das nachkonziliare Papsttum und seine globale Sichtbarkeit in ökumenischer Perspektive. In: Elisabeth Dieckmann, Karl Kardinal Lehmann (Hrsg.): Blick zurück nach vorn. Das Zweite Vatikanum aus der Perspektive der multilateralen Ökumene. Würzburg 2016: Echter, S. 245–258.[3]

### Fernsehfilme
- Der Himmel voller Bilder. Das Perikopenbuch Heinrichs II. öffnet sich. 45ʼ. BR 1995.
- Das Wunder von Assisi. Die Bilder der Franziskuskirche – neu entdeckt. 45ʼ. BR 1997.
- Platz und Sieg für die Madonna. Siena und das Rennen für die Himmelskönigin. 45ʼ. BR 1997.
- Warum hast du geschwiegen, Nepomuk? Ermittlungen über einen barocken Heiligen. 45ʼ. BR 1999.
- Der Papst, der sich nicht fürchtet. Karol Wojtyla, der Glaube und die Macht. 30ʼ. BR 2000.
- Zwischen Finsternis und Licht. Emil Wachters Welt der Bilder. 45ʼ. BR 2001.
- Kleines Kindlein, großer Gott. Über die Verehrung des Jesuskindes. 45ʼ. BR 2002.
- Der Kardinal in der Falle. Mindszenty und die Mühlen der Macht. 45ʼ. BR 2003.
- Petrus als Pilger. Die hundert Reisen des Papstes. 45ʼ. BR 2003.
- Johannes Paul II. An der Schwelle der Hoffnung. 60ʼ. BR 2005.
- Benedikt XVI. Ein Römer aus Bayern. 45ʼ. BR. 2005.
- Das Jahr der drei Päpste. 45‘. BR 2008.
- Domkapellmeister Georg Ratzinger. 45ʼ. BR 2009.
- Schleifung der Bastionen. Das Zweite Vatikanische Konzil. 3 x 45ʼ. BR 2011.
- Zwischen Verlust und Verantwortung. Die Vertriebenen und ihre Heimat. 45ʼ. BR 2015.
- Der Unbequeme. Joseph Ratzinger, der Glaube und die Welt von heute. 90ʼ. BR 2016.